# Marroquina
Marroquina és un barri del districte de Moratalaz, a Madrid. Limita al nord amb el barri de Ventas (Ciudad Lineal), al sud amb Vinateros, a l'est amb Horcajo i a l'oest amb Media Legua. Gairebé la meitat de la superfície és ocupada pel Parc Cuña Verde de O'Donnell.

## Transports

### Autobús
- 20 Puerta del Sol - Moratalaz
- 30 Avenida de Felipe II - Moratalaz
- 32 Plaça de Benavente - Pavones
- 71 Plaça de Manuel Becerra - Valdebernardo
- 100 Moratalaz - Valderribas
- 113 Méndez Álvaro - Barrio de Quintana

### Metro - Rodalies
- Estació de Vinateros (Línia 9)